# Bertry
Bertry é uma comuna francesa na região administrativa de Altos da França, no departamento do Norte. Estende-se por uma área de 8.54 km². Em 2010 a comuna tinha 2 210 habitantes (densidade: 258,8 hab./km²).